# Placopoda
Placopoda là một chi thực vật thuộc họ Rubiaceae. Chi này có các loài sau (tuy nhiên danh sách này có thể chưa đủ):
- Placopoda virgata, Balf. f.